# Marsh Ratchawanlop

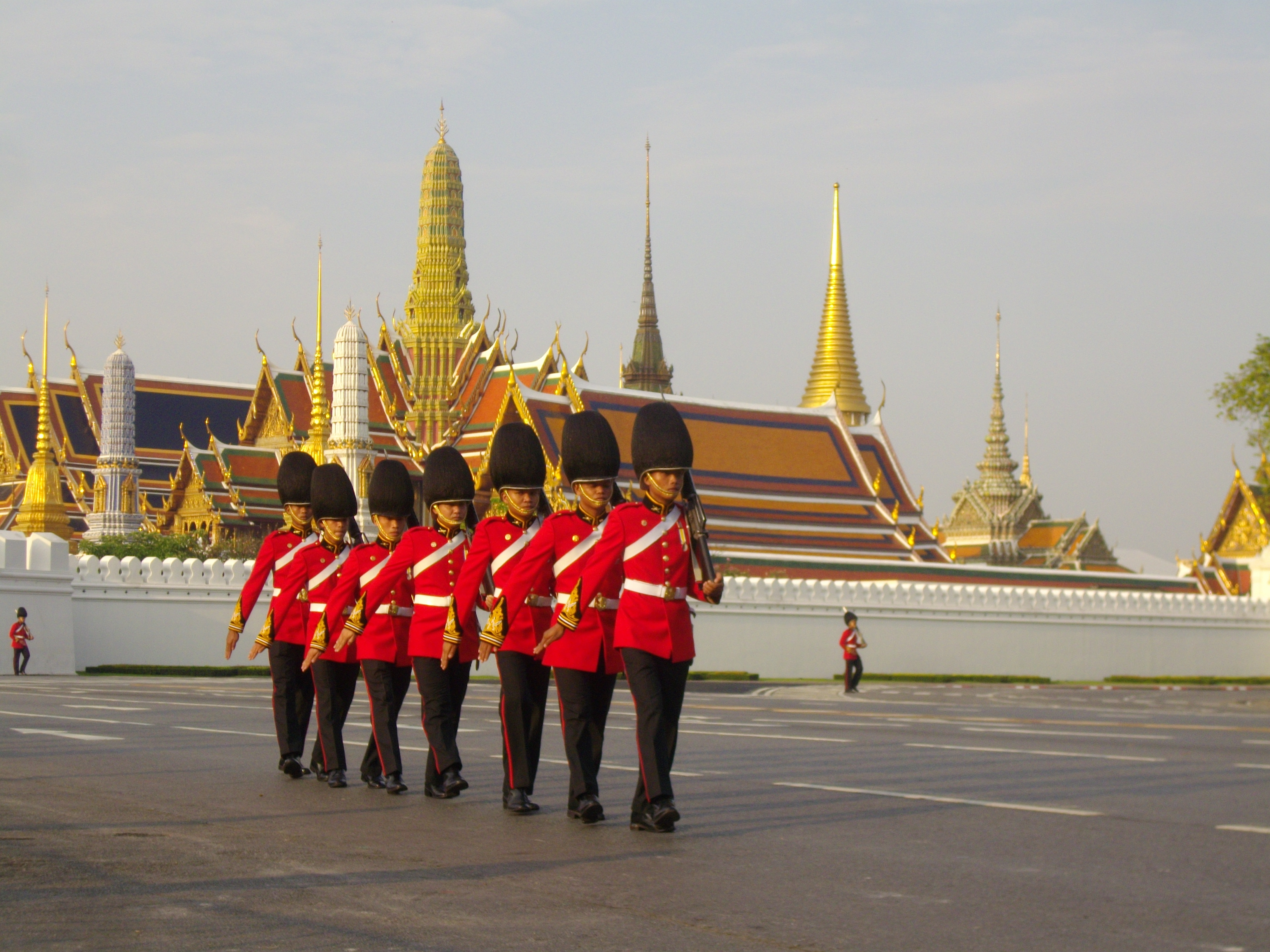
Thajská Královská garda

„Marsh Ratchawanlop“, v thajštině มาร์ชราชวัลลภ (česky Pochod Královské gardy), je thajská vojenská pochodová skladba, kterou složil thajský král Pchúmipchon Adunjadét v roce 1948.

## Vznik skladby
Pochod složil v roce 1948 thajský král Pchúmipchon Adunjadét, který jí věnoval 1. pěšímu pluku Královské gardy, který vznikl v roce 1868. Text skladby poté napsal ceremoniář jeho veličenstva Generálmajor Sipho Thasanut. Pochod figuruje v seznamu skladeb, které za svůj život složil král Pchúmipchon Adunjadét, jako královská píseň č. 7. V roce 1952 skladatel thajské národní hymny Phra Čendurijang skladbu zredigoval pro oficiální používání u Královské thajské armády.

## Užívání
Instrumentální verze skladby slouží jako jeden z pochodů Královské thajské armády. Skladba je od roku 1952 oficiální hymnou 1. pěšího pluku Královské gardy, který slouží jako královská stráž ve Velkém paláci v Bangkoku. Pochod od roku 1987 také používá 3. kanál thajské státní televize pro uvedení zpráv z thajského královského dvora.

## Text
| Slova v thajštině ราทหารราชวัลลภรักษาองค์ พระมหากษัตริย์สูงส่ง ล้วนแต่องอาจแข็งแรง เราทุกคนบูชากล้าหาญ วินัยเทิดเกียรติชาติไว้ทุกแห่ง ใจดุจเหล็กเพชรแข็งแกร่งมิกลัวใคร เราเป็นกองทหารประวัติการณ์ก่อเกิด กำเนิดกองทัพบกชาติไทย เราทุกคนภูมิใจ ได้รับไว้วางพระราชหฤทัย พิทักษ์สมเด็จเจ้าไทย ตลอดในพระวงศ์จักรีฯ เราทหารราชวัลลภรักษาองค์ฯ จะถวายสัตย์ซื่อตรง องค์ราชาราชินี ถ้าแม้นมีภัยพาลอวดหาญ มิเกรง ดูหมิ่น ข่มเหง ย่ำยี เราจะถวายชีวี มิหวาดหวั่น จะลุยเลือดสู้ตายจะเอากายป้องกัน เป็นเกราะทองรบประจัญศัตรู ฝากฝีมือปรากฏ เกียรติยศฟุ้งเฟื่อง กระเดื่องกองทัพบกไทย ไว้นามเชิดชูราชวัลลภคู่ปฐพี | Transkripce raa tá-hăan râat wan-lóp rák-săa ong prá má-hăa gà-sàt sŏong sòng lúuan dtàe ong-àat kăeng raeng rao túk kon boo-chaa glâa hăan wí-nai têrt gìiat châat wái túk hàeng jai dùt lèk pét kăeng gràeng mí gluua krai rao bpen gong tá-hăan bprà-wàt gaan gòr gèrt gam-nèrt gong táp bòk châat tai rao túk kon poom jai dâai ráp wái waang prá râat-chá-hà-réu-tai pí-ták sŏm dèt jâo tai dtà-lòt nai prá wong jàk-gree ฯ rao tá-hăan râat wan-lóp rák-săa ong ฯ jà tà-wăai sàt sêu dtrong ong raa-chaa raa-chí-nee tâa máen mee pai paan ùuat hăan · mí greng · doo mìn · kòm-ngăy · yâm yee rao jà tà-wăai chee-wee · mí wàat wàn jà lui lêuuat sôo dtaai jà ao gaai bpông gan bpen gròr tong róp bprà-jan sàt-dtroo fàak fĕe meu bpraa-gòt gìiat yót fúng fêuuang grà-dèuuang gong táp bòk tai wái naam chêrt choo râat wan-lóp kôo bpà-tà-pee | Překlad Jsme Královská garda thajské armády a našeho urozeného krále. Jsme silní a stateční, všichni ctíme odvahu a kázeň, které jen společně ctí náš národ. Naše srdce je jako diamant, silné a nebojácné. Jsme historický pluk, který zrodil Královskou thajskou armádu všichni jsme hrdí že jsme ve svém srdci mohli a nadále budeme bránit královský rod Thajska, kterou je starobylá dynastie Čakrí. My, Královská garda, zasvěcujeme svou věrnost našemu králi a naší královně. Pokud nás zasáhne hrozba nebezpečí, troufalosti, zlověsti či nepřízně, položíme beze strachu i náš život. Budeme se brodit krví a bojovat na život a na smrt na ochranu krále! Jsme zlaté brnění v boji proti nepřátelům, prokažme naše dovednosti cti a vzkvétající slávy! Na zdar Královské thajské armády provolejte čest Královské gardě! |